# Tecoma nyassae
Tecoma nyassae es una especie  del género Tecoma, perteneciente a la familia de las bignoniáceas.  

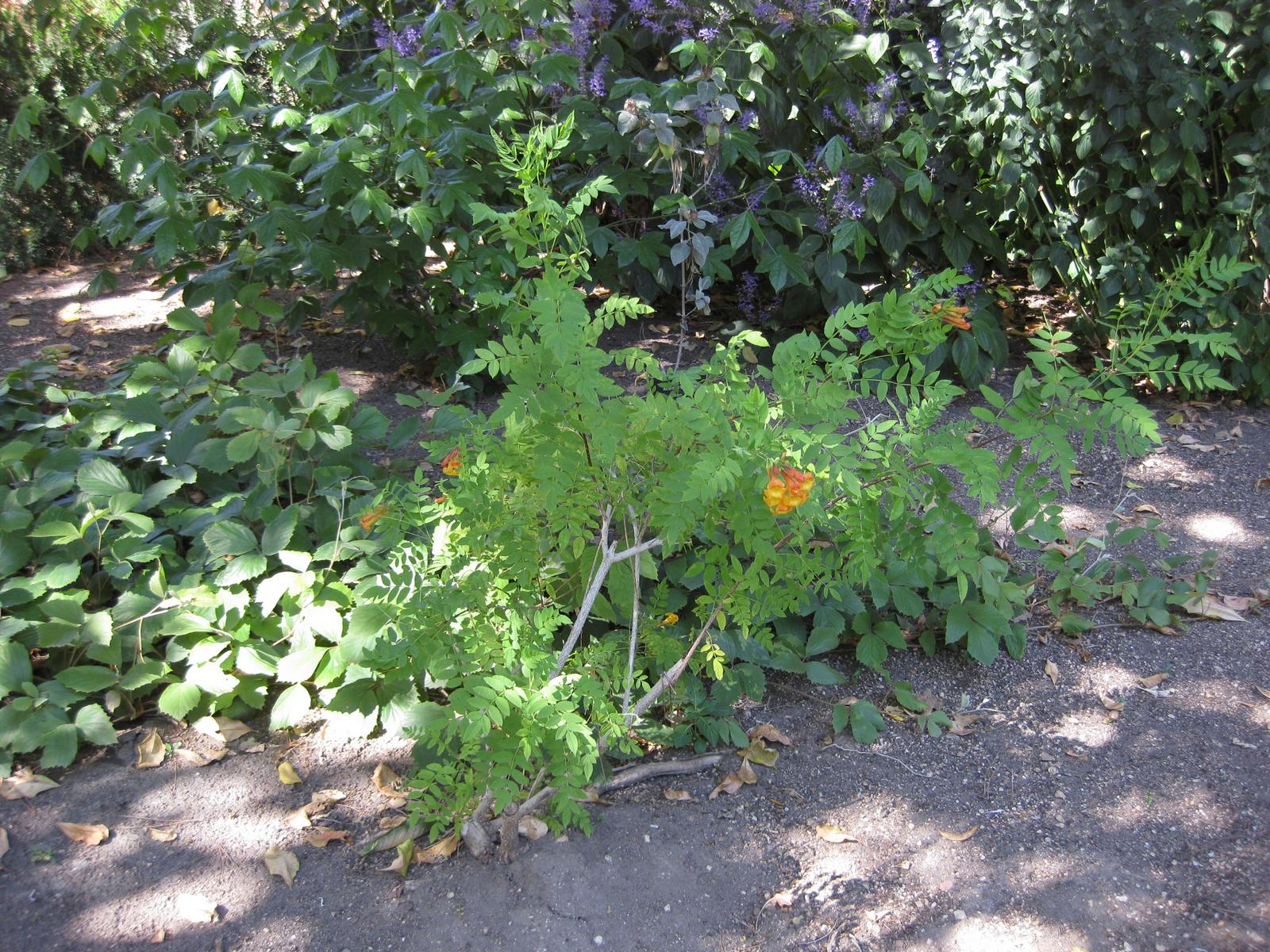
Vista de la planta

## Descripción
Es un arbusto o árbol pequeño que alcanza un tamaño de 7 (-10) m de altura. Tiene 4-5 (-6) pares de foliolos y con frecuencia mayor que en subespecies típicas. Cáliz de 10-18  mm de largo con lóbulos de 3-6 mm de largo o más. Corola de color rojo o naranja.

## Distribución
Tecoma nyassae se distribuye en Tanzania  y el sur de África.

## Taxonomía
Tecoma nyassae fue descrita por Daniel Oliver  y publicado en Icones Plantarum 14: 37, t. 1351. 1881.
Etimología
Tecoma nombre genérico que se deriva del náhuatl de la palabra tecomaxochitl, que se aplicó por los pueblos indígenas de México a las plantas con flores tubulares.
nyassae: epíteto geográfico que alude a su localización en Niassa.
Sinonimia
- Tecoma nyikensis Baker
- Tecoma shirensis Baker
- Tecoma whytei C.H.Wright
- Tecomaria capensis subsp. nyassae (Oliv.) Brummitt
- Tecomaria nyassae (Oliv.) Baill.
- Tecomaria rupium Bullock
- Tecomaria schirensis Engl. & K.Schum.
- Tecomaria shirensis (Baker) K. Schum.[5][6]